# Fromage fort
Fromage fort es un queso de untar francés, significa literalmente "queso fuerte". Se hace tradicionalmente mediante la mezcla de los fragmentos de restos de diferentes quesos, el vino blanco (o aguardiente), el ajo y hierbas varias. Otros ingredientes incluyen la pimienta y el caldo de puerros. El envejecimiento es opcional.
El queso azul, se incluye generalmente en pequeñas cantidades, ya que su sabor es a menudo más fuerte que otros ingredientes tradicionales.
Algunos quesos que se utilizan en el Fromage fort son:
- Camembert
- Brie
- Queso suizo
- Queso parmesano
- Queso de cabra